# 本篤五世
本篤五世（拉丁語：Benedictus PP. V；？—？）本名不可考，於964年5月－964年7月4日或965年在位。他是天主教歷史上在位時間第十一短的教宗，僅僅三十三日。他在若望十二世逝世後當選成為教宗，但神聖羅馬帝國皇帝奧托一世並不同意樞機團的選擇，僅僅一個月便將本篤五世廢除。奧托一世將前教宗送去漢堡市，命他為當地的执事，教宗本篤五世於965年7月4日逝世。這是教宗和君權的第一次對立。

## 譯名列表
- 本篤五世：天主教香港教區禮儀委員會：禧年專頁 （页面存档备份，存于）、香港天主教教區檔案　歷任教宗、《大英簡明百科知識庫》2005年版[永久]作本篤。
- 本尼狄克五世：《世界人名翻譯大辭典》1993年版作本尼狄克。